# Entomologia forense
Entomologia forense é a aplicação do estudo da biologia de insetos e outros artrópodes em processos criminais. A entomologia forense é mais comumente associada a investigações de morte, ajudando a determinar local e tempo dos incidentes de acordo com a fauna encontrada no cadáver e o estágio de desenvolvimento desta.
A Entomologia forense pode ser dividida em duas subcategorias: urbana e médico-legal.Existe no Brasil uma Rede Nacional de Entomologia Forense que visa solucionar processos criminais com o auxilio da investigação de moscas e besouros decompositores,nos laboratórios de Biologia da UnB.

## História
Em documentos históricos, existem vários relatos da aplicação e experimentação da entomologia forense, e o conceito desta remonta meados do século XIII. No entanto, apenas nos últimos 30 anos a entomologia forense tem sido sistematicamente explorada como uma fonte verossímil de evidência em investigações criminais. Pelas suas observações da relação artrópodes/morte e experimentos, Song Ci, Francesco Redi, Bergeret d´Arbois, Jean Pierre Mégnin e o médico alemão Hermann Reinhard ajudaram a fundar os alicerces da entomologia forense atual.

### Song Ci
Song Ci (também conhecido como Sung Tz'u) era um advogado e investigador de morte que viveu na China no final do século XIII. Em 1248 AD Song Ci escreveu um livro intitulado A Expiação dos Males. Neste livro são citados alguns casos nos quais ele faz anotações da cena e elabora causas prováveis. Ele descreve detalhadamente como examinar um cadáver tanto antes como depois de ser enterrado, além de explicar o processo de determinação da possível causa mortis. O propósito do livro era ser usado como guia por outros investigadores para que pudessem explorar a cena do crime efetivamente. Seu nível de detalhamento ao explicar o que havia observado estabeleceu os fundamentos da entomologia forense moderna e é o relato escrito mais antigo do uso desta com fins judiciais. Este livro se tornou popular e simboliza a primeira vez que o público geral se tornou ciente que insetos podem ser usados em investigações criminais.

### Francesco Redi
Em 1668, o biólogo italiano Francesco Redi (1626-1697) desbancou a teoria de geração espontânea. A teoria aceita na época de Redi alegava que vermes se desenvolviam espontaneamente de carne apodrecendo. Em um experimento, ele usou amostras de carne em decomposição que estariam em um jarro sem tampa, em um jarro com uma tampa de tela e um jarro com tampa completamente vedado.
Foi constatado que apenas o vaso exposto desenvolveu larvas de mosca. Essa descoberta mudou completamente o modo como as pessoas viam a decomposição de organismos e incentivou estudos mais profundos no ciclo de vida de insetos e entomologia em geral.

### Bergeret d'Arbois
Dr. Louis François Etienne Bergeret (1814-1893) foi um clínico francês, e o primeiro a aplicar entomologia forense em um caso. Em um relatório de casos publicado em 1855 ele descreveu ciclos de vida geral para insetos e fez algumas conclusões sobre seus hábitos de acasalamento. É o primeiro relato documentado do uso de conhecimentos entomológicos como ferramenta para determinar o "post mortem interval" (PMI)(intervalo pós morte) num indivíduo.

### Jean Pierre Mégnin
Jean Pierre Mégnin (1828-1905), veterinário do exército, publicou livros como Faune des Tombeaux e La Faune des Cadavres, que são considerados dois dos mais importantes livros sobre entomologia forense da história. Em seu segundo livro ele revolucionou a teoria de etapas previsíveis, ou sucessão de insetos em cadáveres. Ao contar o número de ácaros vivos e mortos que se desenvolviam a cada 15 dias e comparando com sua contagem inicial no cadáver, ele era capaz de estimar a quanto tempo o indivíduo estaria morto.
Nesse livro, ele afirmava que cadáveres expostos estava sujeitos a 8 etapas sucessivas, enquanto cadáveres enterrados apenas a 2 etapas. Mégnin fez grandes descobertas que descreviam características gerais da fauna e flora da putrefação. Seu trabalho e estudo em formas larvais e adultas de famílias de insetos achadas em cadáveres desencandeou o interesse de futuros entomologistas e encorajou o patrocínio de pesquisas da ligação de artrópodes/falecidos, portanto ajudando a estabelecer oficialmente como disciplina científica a entomologia forense.

### Hermann Reinhard
O primeiro estudo sistemático em entomologia forense foi conduzido em 1881, por Hermann Reinhard (1816-1892), um médico alemão que teve papel vital na história da entomologia forense. Ele exumou cadáveres e demonstrou a relação do desenvolvimento de várias espécies de inseto e corpos enterrados. Reinhard conduziu seu primeiro estudo no leste da Alemanha, e coletou várias moscas Phoridae no estudo inicial. Também concluiu que o desenvolvimento de apenas algumas espécies de insetos vivendo sob a terra com cadáveres estão associadas a estes, pois havia besouros de 15 anos de idade que tinham pouco contato direto com os corpos.

## Subcategorias da Entomologia forense

### Entomologia forense urbana
Entomologia forense urbana diz respeito à infestação de pestes em construções ou jardins que podem ser base de litígio entre particulares e prestadores de serviços como senhorios e detetizadores. Os estudos da entomologia forense urbana podem elucidar o tratamento pesticida apropriado, também pode ser usada para investigar infestações em produtos armazenados. Ajudando, assim, a determinar a cadeia de custódia, até que todos os pontos da possível infestação sejam examinados para determinar quem é o culpado.

### Entomologia forense médico-legal
A entomologia forense médico-legal estuda evidências suscetíveis baseada em estudos de artrópodes em eventos como assassinato, suicídio, estupro, abuso físico e contrabando. Em investigações de assassinato, lida com que insetos depositam ovos quando e onde, e em que ordem aparecem nos cadáveres. Dito isso, pode ajudar a determinar o intervalo post mortem (IPM) e local da morte em questão. Como a maioria dos insetos exibem um certo grau de endemismo (só existem em determinados locais), ou uma fenologia bem definida (ativos somente em uma dada estação, ou etapa do dia), sua presença associada a outras evidências pode demonstrar potenciais ligações a tempo e local de onde o evento pode ter ocorrido. Outra área coberta pela entomologia forense médico-legal é o campo relativamente novo de entomotoxicologia. Este ramo particular envolve a análise de espécimes entomológicos encontrados em uma cena com o intuito de buscar por diferentes drogas ou substâncias que possam ter tido um papel na morte da vítima.

## Insectos de importância forense

### Moscas (OrdemDiptera)
Moscas são, muitas vezes, as primeiras a chegar ao local. Elas preferem um cadáver úmido para as larvas se alimentarem, dado que o cadáver é para elas mais fácil alimentam-se. As famílias mais importantes são:
- moscas da Família Calliphoridae
- moscas da Família Fanniidae
- moscas da Família Heleomyzidae
- moscas da Família Muscidae
- moscas da Família Piophilidae
- moscas da Família Phoridae
- moscas da Família Sarcophagidae
- moscas da Família Sepsidae
- moscas da Família Sphaeroceridae
- moscas da Família Stratiomyidae

### Escaravelhos (OrdemColeoptera)
Escaravelhos são geralmente encontrados nos cadáveres quando estes se encontram mais decompostos. Em condições mais secas, os escaravelhos podem ser substituídos por moscas da Família (Psychodidae).
- escaravelhos da Família Cleridae
- escaravelhos da Família Dermestidae
- escaravelhos da Família Histeridae
- escaravelhos da Família Nitidulidae
- escaravelhos da Família Scarabaeidae
- escaravelhos da Família Silphidae
- escaravelhos da Família Staphylinidae
- escaravelhos da Família Trogidae